# 北九州市の土地区画整理事業一覧
北九州市の土地区画整理事業一覧（きたきゅうしゅうしのとちくかくせいりじぎょういちらん）は、北九州市で実施の土地区画整理事業の一覧である。
- 引野土地区画整理事業（市施行、八幡西区）
- 栄盛川土地区画整理事業（組合施行、若松区）
- 永犬丸・則松土地区画整理事業（組合施行、八幡西区）
- 沖台土地区画整理事業（組合施行、戸畑区）
- 乙丸土地区画整理事業（組合施行、若松区）
- 下上津役永犬丸土地区画整理事業（市施行、八幡西区）
- 下上津役中央地区土地区画整理事業（市施行、八幡西区）
- 下曽根駅南口土地区画整理事業（都市機構施行、小倉南区）ザ・モール小倉他
- 下到津土地区画整理事業（組合施行、小倉北区）
- 川頭土地区画整理事業（組合施行、八幡西区）
- 丸山土地区画整理事業（県施行、門司区）
- 岸の浦土地区画整理事業（組合施行、八幡西区）
- 吉志土地区画整理事業（組合施行、門司区吉志地区）
- 吉祥寺土地区画整理事業（組合施行、八幡西区）
- 境川土地区画整理事業（市施行、小倉北区・戸畑区）
- 古屋敷土地区画整理事業（組合施行、八幡西区）
- 戸畑駅南口土地区画整理事業（組合施行、戸畑区）イオン戸畑ショッピングセンター他
- 幸神土地区画整理事業（組合施行、八幡西区）
- 高須青葉台地区若松西部土地区画整理事業
- 高須土地区画整理事業（組合施行、若松区）
- 高田町土地区画整理事業（個人施行、小倉北区）
- 黒崎駅前土地区画整理事業（組合施行、八幡西区）
- 黒崎再生10カ年計画（八幡西区）
- 菜園場土地区画整理事業（組合施行、小倉北区）
- 堺町土地区画整理事業（組合施行、若松区）
- 三萩野土地区画整理事業（組合施行、小倉北区）
- 山の手土地区画整理事業（市施行、門司区）
- 山手土地区画整理事業（組合施行、八幡西区）
- 紫川西部土地区画整理事業（組合施行、小倉北区）
- 紫川東部土地区画整理事業（組合施行、小倉北区）
- 汐井崎土地区画整理事業（組合施行、戸畑区）
- 汐入土地区画整理事業（組合施行、八幡西区）
- 若松駅前土地区画整理事業（市施行、若松区）
- 若松西部土地区画整理事業（組合施行、若松区）
- 若松戦災復興土地区画整理事業（市長施行、若松区）
- 小石土地区画整理事業（組合施行、若松区）
- 小倉駅裏土地区画整理事業（共同施行、小倉北区）
- 上の原土地区画整理事業（市施行、八幡西区上の原地区)
- 上葛原土地区画整理事業（組合施行、小倉南区）サンリブシティ小倉
- 上葛原第二土地区画整理事業（組合施行、小倉南区）
- 上津役土地区画整理事業（市施行、八幡西区）
- 上富野土地区画整理事業（組合施行、小倉北区）
- 城野土地区画整理事業（市施行、小倉北区）
- 神原土地区画整理事業（組合施行、八幡西区）
- 神田土地区画整理事業（組合施行、門司区）
- 陣原第一土地区画整理事業（市施行、八幡西区）
- 陣原第二土地区画整理事業（市施行、八幡西区）
- 水災復興土地区画整理事業（市施行、門司区）
- 西折尾地区住環境整備事業(八幡西区):八幡西区西折尾町2番～15番及び堀川町12番（9.33ha）。平成6年度～21年度。総事業費（見込み）約109億円。市は折尾駅周辺の総合再開発を目的とした「折尾まちづくり構想」を提案、「居住環境改善ゾーン」として位置付け
- 西八幡土地区画整理事業（個人施行、小倉北区）
- 西部土地区画整理事業（組合施行、八幡西区）
- 西北部第三土地区画整理事業（組合施行、小倉北区）
- 折尾土地区画整理事業（市施行の地区総合整備事業、八幡西区）:総事業費約200億円。事業区域約17ha。事業期間平成18年度〜平成34年度（清算期間を除く）
- 折尾東部土地区画整理事業（組合施行、八幡西区）
- 浅川土地区画整理事業（組合施行、八幡西区）
- 足立土地区画整理事業（県知事施行、小倉北区）
- 大手町土地区画整理事業（組合施行、小倉北区）
- 大正町土地区画整理事業（組合施行、小倉北区）
- 大谷第一土地区画整理事業（組合施行、戸畑区）
- 大谷第二土地区画整理事業（市施行、戸畑区）
- 大里土地区画整理事業（市施行、門司区）
- 大里本町土地区画整理事業（組合施行、門司区大里本町地区都市拠点整備)
- 第一耕地整理土地区画整理事業（組合施行、戸畑区）
- 第二耕地整理第一工区土地区画整理事業（組合施行、戸畑区）
- 第二耕地整理第二工区土地区画整理事業（組合施行、戸畑区）
- 第二浅川土地区画整理事業（組合施行、八幡西区）
- 第二中央土地区画整理事業（市施行、小倉北区）
- 沢見土地区画整理事業（組合施行、戸畑区）
- 中央土地区画整理事業（市施行、小倉北区）
- 中吉田土地区画整理事業（組合施行、小倉南区）
- 中原耕地整理土地区画整理事業（組合施行、戸畑区）
- 中原西部土地区画整理事業（組合施行、戸畑区）
- 中畑土地区画整理事業（組合施行、八幡東区）
- 鳥土地区画整理事業（組合施行、戸畑区）
- 津田土地区画整理事業（共同施行、小倉南区）
- 椎ノ木谷土地区画整理事業（組合施行、戸畑区）
- 槻田土地区画整理事業（組合施行、八幡東区）
- 東折尾土地区画整理事業（市施行、八幡西区）
- 東田土地区画整理事業（組合施行、八幡東区）
- 東浜土地区画整理事業（組合施行、八幡西区）
- 到津土地区画整理事業（組合施行、小倉北区）
- 藤ノ木西部土地区画整理事業（組合施行、若松区）
- 藤ノ木中部土地区画整理事業（組合施行、若松区）
- 藤ノ木土地区画整理事業（組合施行、若松区）
- 藤松土地区画整理事業（市長施行、門司区）
- 藤田土地区画整理事業（組合施行、八幡東八幡西区）
- 徳力高松土地区画整理事業（組合施行、小倉南区）
- 徳力土地区画整理事業（市施行、小倉南区）
- 徳丸ヶ原/ 徳力土地区画整理事業
- 南部第四土地区画整理事業（組合施行、小倉南区）
- 二島パーク199土地区画整理事業（組合施行、若松区）イオン若松ショッピングセンター
- 二島土地区画整理事業（組合施行、若松区）
- 二島畠田土地区画整理事業（組合施行、若松区）
- 八幡戦災復興土地区画整理事業（市長施行、八幡区）
- 柄杓田土地区画整理事業（組合施行、門司区）
- 豊前坊山土地区画整理事業（組合施行、戸畑区）
- 北九州学術研究都市土地区画整理事業（都市機構施行、若松区,八幡西区)
- 北九州学術・研究都市北部土地区画整理事業（市施行、若松八幡西区）
- 北三六土地区画整理事業（組合施行、戸畑区）
- 本城西部第二土地区画整理事業（組合施行、八幡西区）
- 本城西部土地区画整理事業（組合施行、八幡西区）
- 本城東部土地区画整理事業（組合施行、八幡西区）
- 本城南部土地区画整理事業（組合施行、八幡西区）
- 鳴水土地区画整理事業（組合施行、八幡西区）
- 木屋瀬東部土地区画整理事業（組合施行、八幡西区）
- 門司戦災復興土地区画整理事業（市長施行、門司区）
- 夜宮土地区画整理事業（組合施行、戸畑区）
- 葉山土地区画整理事業（組合施行、小倉南区）